# Craig Kelly (Schauspieler, 1970)

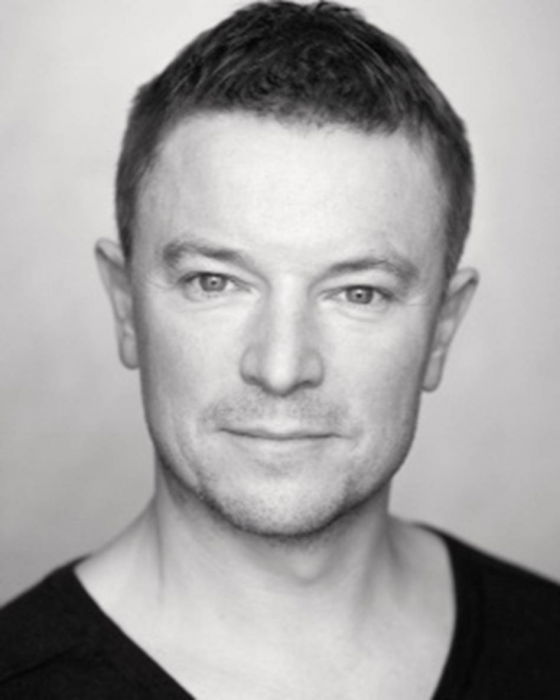
Craig Kelly

Craig Kelly (* 31. Oktober 1970 in Lytham St Annes) ist ein britischer Schauspieler.
Craig Kelly ist der ältere Bruder des Schauspielers Dean Lennox Kelly. Von 1989 bis 1992 studierte er Schauspiel am Drama Centre London. Nach seinem Abschluss wurde er als Film- und Fernsehschauspieler tätig. So spielte er etwa Vince Tyler in der Serie Queer as Folk und Luke Strong in Coronation Street.

## Filmografie (Auswahl)
- 1993: Young Americans (The Young Americans)
- 1993–1996: Casualty (Fernsehserie, 25 Folgen)
- 1996: Immer wieder samstags (When Saturday Comes)
- 1997: Titanic
- 1997: Spiceworld – Der Film (Spice World)
- 1999: Killing Joe (Kurzfilm)
- 1999–2000: Queer as Folk (Fernsehserie, 10 Folgen)
- 2003: Helena von Troja (Helen of Troy, Fernsehserie, 2 Folgen)
- 2003: Waking the Dead – Im Auftrag der Toten (Waking the Dead, Fernsehserie, 2 Folgen)
- 2005: Silent Witness (Fernsehserie, 2 Folgen)
- 2006: Totally Frank (Fernsehserie, 9 Folgen)
- 2009: Coronation Street (Fernsehserie, 78 Folgen)
- 2021: The Mallorca Files (Fernsehserie, 1 Folge)